# PRSS45
PRSS45 (англ. Protease, serine 45) – білок, який кодується однойменним геном, розташованим у людей на 3-й хромосомі. Довжина поліпептидного ланцюга білка становить 260 амінокислот, а молекулярна маса — 29 329.
| 10         |  | 20         |  | 30         |  | 40         |  | 50         |
| ---------- |  | ---------- |  | ---------- |  | ---------- |  | ---------- |
| MTRHWPWEVS |  | LRMENEHVCG |  | GALIDPSWVV |  | TAAHCIQGTK |  | EYSVVLGTSK |
| LQPMNFSRAL |  | WVPVRDIIMH |  | PKYWGRAFIM |  | GDVALVHLQT |  | PVTFSEYVQP |
| ICLPEPNFNL |  | KVGTQCWVTG |  | WSQVKQRFSA |  | NSMLTPELQE |  | AEVFIMDNKR |
| CDRHYKKSFF |  | PPVVPLVLGD |  | MICATNYGEN |  | LCYGDSGGPL |  | ACEVEGRWIL |
| AGVLSWEKAC |  | VKAQNPGVYT |  | RITKYTKWIK |  | KQMSNGAFSG |  | PCASACLLFL |
| CWLLQPQMGS |  |            |  |            |  |            |  |            |

A: Аланін

C: Цистеїн

D: Аспарагінова кислота

E: Глутамінова кислота

F: Фенілаланін

G: Гліцин

H: Гістидин

I: Ізолейцин

K: Лізин

L: Лейцин

M: Метіонін

N: Аспарагін

P: Пролін

Q: Глутамін

R: Аргінін

S: Серин

T: Треонін

V: Валін

W: Триптофан

Кодований геном білок за функціями належить до гідролаз, протеаз, серинових протеаз. 
Задіяний у такому біологічному процесі, як альтернативний сплайсинг. 